# Élections législatives de 1803 dans la Mayenne
Pour les élections législatives françaises de 1803, il y a un renouvellement par rapport aux élections législatives françaises de 1802.

## Élus

### Élus concernés par le renouvellement de 1803
| Député sortant             |  | Parti         | Député élu                         |  | Parti         |
| -------------------------- |  | ------------- | ---------------------------------- |  | ------------- |
| Mathurin Enjubault         |  | Bonapartistes | François Victor Jean de Lespérut   |  | Bonapartistes |
| Abraham Goyet-Dubignon     |  | Bonapartistes | Louis-Jean-Nicolas-Charles Foucher |  | Bonapartistes |
| Olivier Provost du Bourion |  | Bonapartistes | Jean-François Defermon             |  | Bonapartistes |
| Michel-René Maupetit       |  | Bonapartistes | Michel-René Maupetit               |  | Bonapartistes |